# 3voor12

Logo van 3voor12

Voormalig logo van 3voor12

3voor12 is een multimediaal platform voor popmuziek van de Nederlandse publieke omroep VPRO. 3voor12 werd opgericht op 15 mei 1998 en vierde in mei 2018 uitgebreid zijn twintigjarig bestaan.
3voor12 heeft een uitgebreide website waarop onder meer interviews, albumrecensies en festivalverslagen verschijnen. Daarnaast heeft het platform een wekelijks radioprogramma op de vrijdagavond op de publieke popzender NPO 3FM. Met zijn verschillende kanalen heeft 3voor12 verschillende prijzen in de wacht gesleept, waaronder de UPC Digital Award, de Pritchett-prijs, de BNN Rookie-Award, de Pop Media Prijs (in 2002 als platform, in 2014 via redacteur Atze de Vrieze en in 2017 via radiopresentatrice Roosmarijn Reijmer) en de Gouden Pixel.
Binnen de website bestaan een aantal terugkerende rubrieken, waaronder Niet Te Missen, de DJ Shortlist en de Sunday Snooze. In de wekelijkse podcast De Machine wordt bovendien gereflecteerd op het belangrijkste nieuws uit de binnen- en buitenlandse muziekindustrie. In het verleden behoorde de Luisterpaal, waarop nieuwe albums vaak al vroeg te beluisteren waren, tot een van de belangrijkste onderdelen van de website van 3voor12, maar bij een grootschalige hervorming van de site in 2017 werd die functie tot het verleden veroordeeld. Nieuwe muziek vindt tegenwoordig zijn weg via streamingservices zoals Spotify die in de begindagen van 3voor12 nog niet bestonden.
3voor12 is regelmatig aanwezig op diverse evenementen om verslag te doen. Zo maakt 3voor12 reeksen live-reportages op grote festivals als Lowlands, Pinkpop, Best Kept Secret, Down The Rabbit Hole, WOO HAH! en Eurosonic Noorderslag. Daarnaast doet 3voor12 verslag van kleinschaligere festivals als Le Guess Who?, Into The Great Wide Open en Motel Mozaïque en dancefestivals als ADE, Dekmantel en Into The Woods. Veel concerten die 3voor12 op zulke festivals opneemt zijn integraal terug te kijken op de website of op het eigen Youtube kanaal.

## Geschiedenis
3voor12 werd opgericht op 15 mei 1998, als onderdeel van de publieke omroep VPRO. Tegenwoordig huist de omroep in het Media Park, maar in de jaren negentig zat de VPRO nog in een rijtje vrijstaande, oude villa's aan de 's-Gravelandseweg in Hilversum. De afdeling popmuziek zat op nummer 65. In het voorjaar van 1994 begonnen jonge redactieleden op de zolder van een van de naastgelegen panden te experimenteren met computers en internet. Hoofd radio van de VPRO Gerard Walhof laat de zolder zien aan presentator Erwin Blom, die meteen enthousiast is. 
De VPRO heeft in die periode echter een moeizame relatie met 3FM, de radiozender waar de omroep onder valt. De vrijzinnige VPRO heeft moeite met het oppervlakkige muzikale bewind dat net is ingevoerd door zendercoördinator Paul van der Lugt. Gerard Walhof vraagt Van der Lugt op de man af waar hij nog plek ziet voor de VPRO op Nederlands nationale popzender. Van der Lugts antwoord is kort maar krachtig: 'Bij voorkeur nergens. En als het echt niet anders kan, dan na middernacht.'
Toch lukt het Gerard Walhof en Erwin Blom in 1998 om 3voor12 als radioprogramma te lanceren. Ze organiseren een conferentie in de kleine zaal van het Amsterdamse poppodium Paradiso, waar de Britse radio-dj John Peel een keynote moet komen geven. Het is de dag nadat Frank Sinatra is overleden. Op 3FM staat All My Life van K-Ci & JoJo op 1, voor de soundtrack van Titanic. John Peel is die dag verhinderd, maar zijn verhaal komt tot de bezoekers met behulp van een videoprojector. In de pauze speelt de Nederlandse muzikant Solex, maar door de enorme hitte zoekt al het publiek buiten verkoeling. Erwin Blom en Gerard Walhof keren na afloop terug naar Hilversum om meteen vijf dagen non-stop 'radio op internet' te maken. Een paar maanden later worden er dagelijks drie uren voor de stream van Radio 3voor12 gemaakt. Al gauw volgen verschillende kanalen met titels als SL1200, 110V en AC 30. 
Op de eerste versie van de site van 3voor12 laat de geluidskwaliteit van de streams te wensen over. Bijna iedereen maakt nog gebruik van een inbelverbinding en dus is de kwaliteit slecht. De streams klinken alsof je ze door een telefoon beluistert. Erwin Blom zegt daar later over: 'Technisch kon het allemaal niet. Maar het was een soort belofte: ooit zou dit werken. Er zou ruimte en vrijheid komen.' Toenmalig eindredacteur Leonieke Daalder: 'Dat het crappy klonk, vonden we niet zo erg. We konden doen waar we gepassioneerd over waren.' 
De VPRO had ondertussen al geëxperimenteerd met festivalverslaggeving. Vlak na de oprichting in 1998 gaat 3voor12 voor het eerste echt naar Pinkpop. Een jaar later wordt er zelfs al gestreamd in video. Tijdens Lowlands kunnen de thuisblijvers zelf met hun computer de camera bewegen. Al snel wordt er meer uitgeprobeerd. Zo is er in 2001 bijvoorbeeld Club Quack, een chatbox tijdens het live radioprogramma Club Lek. Daarnaast worden drie bands een jaar lang gevolgd in beeld en geluid. Er komen ook twee themakanalen op de digitale tv. Bovendien breidt 3voor12 uit met lokale redacties, een luisterpaal, eigen sessiepodia, eigen prijzen, een quiz, boeken, een praatprogramma, een clipprogramma, nieuwsbrieven, podcasts en meer.  
Al voor de oprichting van 3voor12 nam de VPRO tussen 1969 en 1998 pakweg 3500 concerten en dj-sets op voor de radio. In de daaropvolgende twintig jaar nam dit aantal explosief toe tot ongeveer 11000. Een groot deel daarvan is nog altijd op de website van 3voor12 te beluisteren.

## 3voor12 Radio
Het radioprogramma dat 3voor12 van maandag- tot en met donderdagavond van 21:00 tot 00:00 uur uitzondt op NPO 3FM begon als 3voor12FM. Het programma werd destijds gepresenteerd door Dennis Weening en was bedoeld om meer interactie met de luisteraar en een betere aansluiting bij de dagprogrammering van NPO 3FM tot stand te brengen. 
Dennis Weening werd opgevolgd door Eric Corton, die 3voor12 Radio presenteerde tot en met donderdagavond 26 mei 2011. Zijn laatste uitzending vond plaats in het Amsterdamse studiocomplex Desmet. De Nederlandse bands Kensington, Drive Like Maria en Baskerville traden op. Op 1 september 2011 nam Roosmarijn Reijmer het stokje over, met Paul Rabbering en Michiel Veenstra als vaste vervangers. Op 16 oktober 2017 maakte Reijmer bekend dat ze per 8 december 2017 zou stoppen bij 3voor12. NPO 3FM zwaaide Reijmer, die zich jarenlang sterk had gemaakt voor meer vrouwen op de radio, uit door een hele dag zonder haar medeweten alleen muziek gemaakt door vrouwen te draaien. Reijmer werd tijdelijk vervangen door Michiel Veenstra, Wijnand Speelman, Jorien Renkema, Angelique Houtveen en Olivier Bakker. Vanaf 3 september 2018 is Eva Koreman de nieuwe vaste presentator van het radioprogramma. Vanaf 1 april 2020 is de programmering van NPO 3FM op de schop gegooid. Eva Koreman ging met Frank van der Lende de middagshow maken, dit zorgde ervoor dat Sagid Carter van maandag tot en met donderdag 3VOOR12 ging presenteren. Dit deed ze naast haar programma op de zaterdagavond; (Club Carter).
Na het vertrek van Carter per september 2022 is Koreman opnieuw de vaste presentator van 3voor12 Radio. Het radioprogramma zou per 1 september 2023 verdwijnen, maar is uiteindelijk alsnog opgenomen in de programmering, nu wekelijks op de vrijdagavond.

## 3voor12 Award
Sinds 2004 reikt 3voor12 ieder jaar een prijs uit voor het beste Nederlandse album van het jaar. De redactie van 3voor12 nomineert twaalf albums, waarna een jury die bestaat uit muzikanten, professionals uit de muziekindustrie en publieksleden middels een juryberaad besluit welk album de 3voor12 Award wint. Alleen de Nijmeegse rockband De Staat won de prijs tot nu toe twee keer, in 2009 voor Wait For Evolution en in 2016 voor O. 
| Jaar | Artiest                   | Titel                                                   |
| ---- | ------------------------- | ------------------------------------------------------- |
| 2004 | at the close of everyday  | The Silja Symphony                                      |
| 2005 | Voicst                    | 11-11                                                   |
| 2006 | Opgezwolle                | Eigen Wereld                                            |
| 2007 | Aux Raus                  | This Is How This Works                                  |
| 2008 | De Jeugd Van Tegenwoordig | De Machine                                              |
| 2009 | De Staat                  | Wait For Evolution                                      |
| 2010 | Moss                      | Never Be Scared/Don't Be A Hero                         |
| 2011 | I Am Oak                  | Oasem                                                   |
| 2012 | Blaudzun                  | Heavy Flowers                                           |
| 2013 | Jacco Gardner             | Cabinet of Curiosities                                  |
| 2014 | Typhoon                   | Lobi Da Basi                                            |
| 2015 | Hunee                     | Hunch Music                                             |
| 2016 | De Staat                  | O                                                       |
| 2017 | Sevdaliza                 | ISON                                                    |
| 2018 | Ray Fuego                 | Zwart                                                   |
| 2019 | Willem                    | Man in Nood                                             |
| 2020 | Eefje de Visser           | Bitterzoet                                              |
| 2021 | Luwten                    | Draft                                                   |
| 2022 | Animistic Beliefs         | MERDEKA                                                 |
| 2023 | Sef                       | Ik zou voor veel kunnen sterven maar niet voor een vlag |
| 2024 | Froukje                   | Noodzakelijk verdriet                                   |

## Song van het Jaar
Sinds 1985 kiest het publiek van 3voor12 jaarlijks de Song van het Jaar. Alle geïnteresseerden kunnen aan het eind van het jaar hun stem uitbrengen op een longlist. De Song van het Jaar wordt vervolgens uitgereikt tijdens een concertavond die door 3voor12 georganiseerd is. Met Osdorp Posse (1998), Krezip (2000), Johan (2001), Kyteman (2009), Dotan (2014), De Staat (2016), Kensington (2018), MEROL (2019), Froukje (2021, 2022, 2023 en 2024) en S10 (2022 en 2024) kent de 3voor12 Award tien Nederlandse winnaars. Alleen Pixies (1988 en 1989), The Smashing Pumpkins (1993 en 1995), Radiohead (1996 en 1997), S10 (2022 en 2024) en Froukje (2021, 2022, 2023 en 2024) wonnen de prijs vaker dan één keer, waarvan de laatste twee dus tweemaal in een samenwerking.
| Jaar | Artiest                  | Titel                              |
| ---- | ------------------------ | ---------------------------------- |
| 1985 | The Jesus and Mary Chain | Just Like Honey                    |
| 1986 | Elvis Costello           | I Want You                         |
| 1987 | R.E.M.                   | The One I Love                     |
| 1988 | Pixies                   | Gigantic                           |
| 1989 | Pixies                   | Monkey gone to heaven              |
| 1990 | Living Colour            | Love Rears Its Ugly Head           |
| 1991 | Nirvana                  | Smells Like Teen Spirit            |
| 1992 | Pearl Jam                | Alive                              |
| 1993 | The Smashing Pumpkins    | Disarm                             |
| 1994 | dEUS                     | Suds & Soda                        |
| 1995 | The Smashing Pumpkins    | Bullet with Butterfly Wings        |
| 1996 | Radiohead                | Street Spirit                      |
| 1997 | Radiohead                | Paranoid Android                   |
| 1998 | Osdorp Posse             | 10 Jaar O.P.                       |
| 1999 | Red Hot Chili Peppers    | Scar Tissue                        |
| 2000 | Krezip                   | I would stay                       |
| 2001 | Johan                    | Tumble and Fall                    |
| 2002 | Queens of the Stone Age  | No One Knows                       |
| 2003 | The White Stripes        | Seven Nation Army                  |
| 2004 | Franz Ferdinand          | Take Me Out                        |
| 2005 | Kaiser Chiefs            | Oh my God                          |
| 2006 | The Raconteurs           | Steady, As She Goes                |
| 2007 | Editors                  | Smokers Outside the Hospital Doors |
| 2008 | Kings of Leon            | Sex on Fire                        |
| 2009 | Kyteman                  | Sorry                              |
| 2010 | Mumford & Sons           | The Cave                           |
| 2011 | Gotye ft. Kimbra         | Somebody That I Used to Know       |
| 2012 | Ben Howard               | Keep your head up                  |
| 2013 | Daft Punk ft. Pharrell   | Get Lucky                          |
| 2014 | Dotan                    | Home                               |
| 2015 | Tame Impala              | Let It Happen                      |
| 2016 | De Staat                 | Make The Call, Leave It All        |
| 2017 | Arcade Fire              | Everything Now                     |
| 2018 | Kensington               | Slicer                             |
| 2019 | MEROL                    | HOU JE BEK EN BEF ME               |
| 2020 | The Weeknd               | Blinding Lights                    |
| 2021 | Froukje                  | Ik wil dansen                      |
| 2022 | Froukje & S10            | Zonder gezicht                     |
| 2023 | Froukje                  | Als ik God was                     |
| 2024 | Froukje & S10            | Ik haat hem voor jou               |